# Louis Le Barbenchon
Louis Le Barbenchon (* 23. Februar 1911 in Paris, Frankreich; † Juli 1980 in Frankreich) war ein französischer Filmarchitekt.

## Leben und Wirken
Über Le Barbenchons Herkunft und seine frühen Jahre ist nicht allzu viel bekannt. Der gebürtige Pariser erhielt seine künstlerische Ausbildung an der École des Beaux-Arts von Paris und begann Mitte der 1930er Jahre erstmals als Filmarchitekt zu arbeiten. Zunächst kooperierte Louis Le Barbenchon mit dem Kollegen Roland Quignon, ehe der Zweite Weltkrieg und die damit einhergehende Besetzung Frankreichs seine filmische Tätigkeit für fünf Jahre unterbrach.
Nach 1945 entwarf Le Barbenchon als alleiniger Chefarchitekt die Kulissen zu einer Fülle von wenig ambitionierten Unterhaltungsfilmen routinierter Regisseure wie Raoul André, Georges Lautner, Philippe Labro, Ernst Neubach, Henri Decoin, Robert Vernay und Sergio Gobbi. Nur selten war es ihm möglich, mit künstlerisch angesehenen Filmemachern wie Georges Franju, Sacha Guitry oder Marcel Carné zusammenzuarbeiten. 1974 endete seine Kinotätigkeit.

## Filmografie
- 1935: Promesses
- 1938: Son oncle de Normandie
- 1939: Ma tante dictateur
- 1940: Notre Dame de la Mouise
- 1945: Trente et quarante
- 1945: Le village de la colère
- 1946: Monsieur Chasse
- 1946: Quartier chinois
- 1947: Bichon
- 1947: Mandrin
- 1948: Rote Signale (Le signal rouge)
- 1949: Nuit de noces
- 1949: Au deux colombes
- 1950: Les mémoire de la vache Yolande
- 1950: Ils ont 20 ans
- 1951: Foyer perdu
- 1951: Pièdalu à Paris
- 1952: Tourments
- 1952: Le sorcier blanc
- 1953: Le petit Jacques
- 1953: Gamin de Paris
- 1954: Verfemte Frauen (Marchandes d’illusions)
- 1954: Die sich verkaufen (Les clandestines)
- 1954: Sie zerbrachen nicht (Les chiffonniers d’Emmaüs)
- 1955: Les indiscrètes
- 1955: Les pépées au service secrets
- 1956: Sylviane de mes nuits
- 1956: Fric-Frac en dentelles
- 1957: Mimi (Mimi Pinson)
- 1957: Gefährliche Eva (Le désir mène les hommes)
- 1958: Nuits de Pigalle
- 1958: Mit dem Kopf gegen die Wände (La tête contre les murs)
- 1958: Nach gewissen Nächten (Secret professionel)
- 1959: Auch Helden wollen leben (Marche ou crêve)
- 1959: Die Verschworenen (Les mordus)
- 1960: Arrêtez les tambours
- 1961: Inspektor Kent haut auf die Pauke (En plein cirage)
- 1962: Eddie krault nur kesse Katzen (Les femmes d’abord)
- 1962: Im Würgegriff der schwarzen Hand (Le scorpion)
- 1963: Eddie … wenn das deine Mutti wüßte (Laisser tirez les tireurs)
- 1963: Eddie wieder coltrichtig (Des frissons partout)
- 1964: Der unheimliche Mörder (Sursis pour un espion)
- 1965: Gleich wirst du singen, Vögelein (Mission spèciale à Caracas)
- 1966: Die Freunde der Margerite (Les compagnons de la Marguerite)
- 1966: Jerk à Istanbul
- 1967: Ces messieurs de la famille
- 1968: Beru und jene Damen (Béru et ces dames)
- 1968: Maldonne
- 1969: Kasimir, mir graut vor Dir (Le bourgeois gentil mec)
- 1971: Neun im Fadenkreuz (Sans mobile apparent)
- 1972: Flucht im Kreis (Le gang des otages)
- 1974: La merveilleuse visite